# Yaşarköy, Kızıltepe
Yaşarköy là một xã thuộc huyện Kızıltepe, tỉnh Mardin, Thổ Nhĩ Kỳ. Dân số thời điểm năm 2010 là 488 người.